# Bourbriac
Bourbriac [buʁbʁijak] est une commune de l'Ouest de la France, bureau centralisateur de canton du département des Côtes-d'Armor, en région Bretagne.

## Géographie

### Situation
Bourbriac se situe dans le Trégor, en France, à 10 km au sud de Guingamp, en pays d'Argoat.

### Hydrographie
Pour un article plus général, voir Réseau hydrographique des Côtes-d'Armor.
La commune est située dans le bassin Loire-Bretagne. Elle est drainée par le Blavet, le Léguer, le Bois de la Roche, le Toul an Dour, le ruisseau de Kamm alen, le ruisseau de Pont-lojou, le ruisseau des Landes, le ruisseau du Sullé, le ruisseau du Touldu et un autre petit cours d'eau,.
Le Blavet, d'une longueur de 149 km, prend sa source dans la commune  et se jette  dans le canal de Nantes à Brest en limite de Plélauff et de Gouarec, après avoir traversé 31 communes.

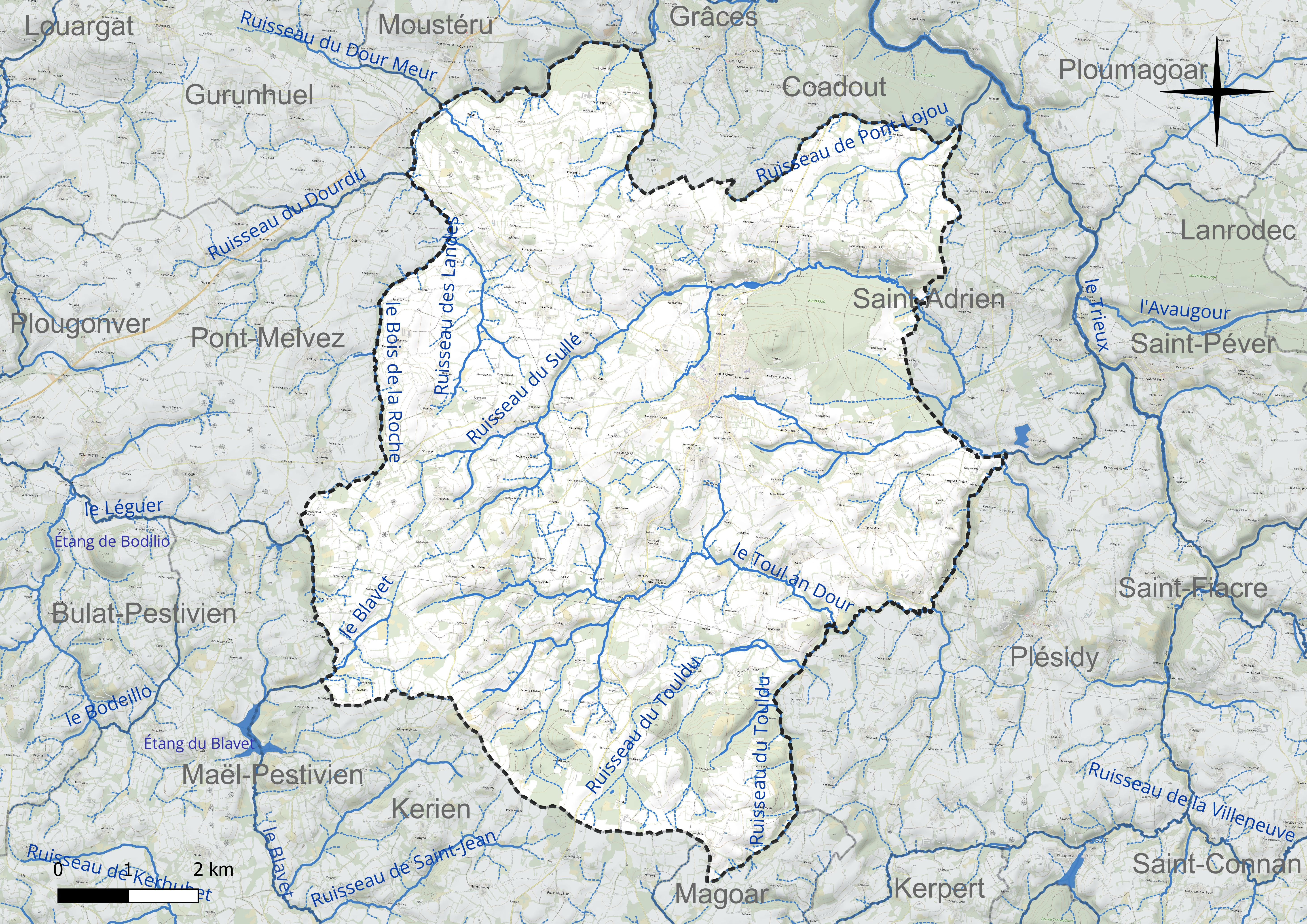
Réseau hydrographique de Bourbriac.

Le Léguer, d'une longueur de 58 km, prend sa source dans la commune  et se jette  dans la baie de Lannion en limite de Lannion et de Trédrez-Locquémeau, après avoir traversé 15 communes.
Le Bois de la Roche, d'une longueur de 15 km, prend sa source dans la commune de Pont-Melvez et se jette  dans le Trieux à Ploumagoar, après avoir traversé sept communes.
Le Toul an Dour, d'une longueur de 12 km, prend sa source dans la commune  et se jette  dans le Trieux à Saint-Adrien.

### Climat
Pour des articles plus généraux, voir Climat de la Bretagne et Climat des Côtes-d'Armor.
En 2010, le climat de la commune est de type climat océanique franc, selon une étude du Centre national de la recherche scientifique s'appuyant sur une série de données couvrant la période 1971-2000. En 2020, Météo-France publie une typologie des climats de la France métropolitaine dans laquelle la commune est exposée à un climat océanique et est dans la région climatique Finistère nord, caractérisée par une pluviométrie élevée, des températures douces en hiver (6 °C), fraîches en été et des vents forts. Parallèlement l'observatoire de l'environnement en Bretagne publie en 2020 un zonage climatique de la région Bretagne, s'appuyant sur des données de Météo-France de 2009. La commune est, selon ce zonage, dans la zone « Monts d'Arrée », avec des hivers froids, peu de chaleurs et de fortes pluies.
Pour la période 1971-2000, la température annuelle moyenne est de 10,5 °C, avec une amplitude thermique annuelle de 11,4 °C. Le cumul annuel moyen de précipitations est de 1 061 mm, avec 15,5 jours de précipitations en janvier et 8,4 jours en juillet. Pour la période 1991-2020, la température moyenne annuelle observée sur la station météorologique la plus proche, située sur la commune de Kerpert à 11 km à vol d'oiseau, est de 10,8 °C et le cumul annuel moyen de précipitations est de 1 088,9 mm,. Pour l'avenir, les paramètres climatiques de la commune estimés pour 2050 selon différents scénarios d'émission de gaz à effet de serre sont consultables sur un site dédié publié par Météo-France en novembre 2022.

## Urbanisme

### Typologie
Au 1er janvier 2024, Bourbriac est catégorisée commune rurale à habitat très dispersé, selon la nouvelle grille communale de densité à 7 niveaux définie par l'Insee en 2022.
Elle est située hors unité urbaine. Par ailleurs la commune fait partie de l'aire d'attraction de Guingamp, dont elle est une commune de la couronne,. Cette aire, qui regroupe 15 communes, est catégorisée dans les aires de moins de 50 000 habitants,.

### Occupation des sols
L'occupation des sols de la commune, telle qu'elle ressort de la base de données européenne d’occupation biophysique des sols Corine Land Cover (CLC), est marquée par l'importance des territoires agricoles (78,7 % en 2018), une proportion sensiblement équivalente à celle de 1990 (78,9 %). La répartition détaillée en 2018 est la suivante : 
zones agricoles hétérogènes (42,9 %), terres arables (33,2 %), forêts (18,8 %), prairies (2,7 %), zones urbanisées (2,1 %), milieux à végétation arbustive et/ou herbacée (0,4 %). L'évolution de l’occupation des sols de la commune et de ses infrastructures peut être observée sur les différentes représentations cartographiques du territoire : la carte de Cassini (XVIIIe siècle), la carte d'état-major (1820-1866) et les cartes ou photos aériennes de l'IGN pour la période actuelle (1950 à aujourd'hui).

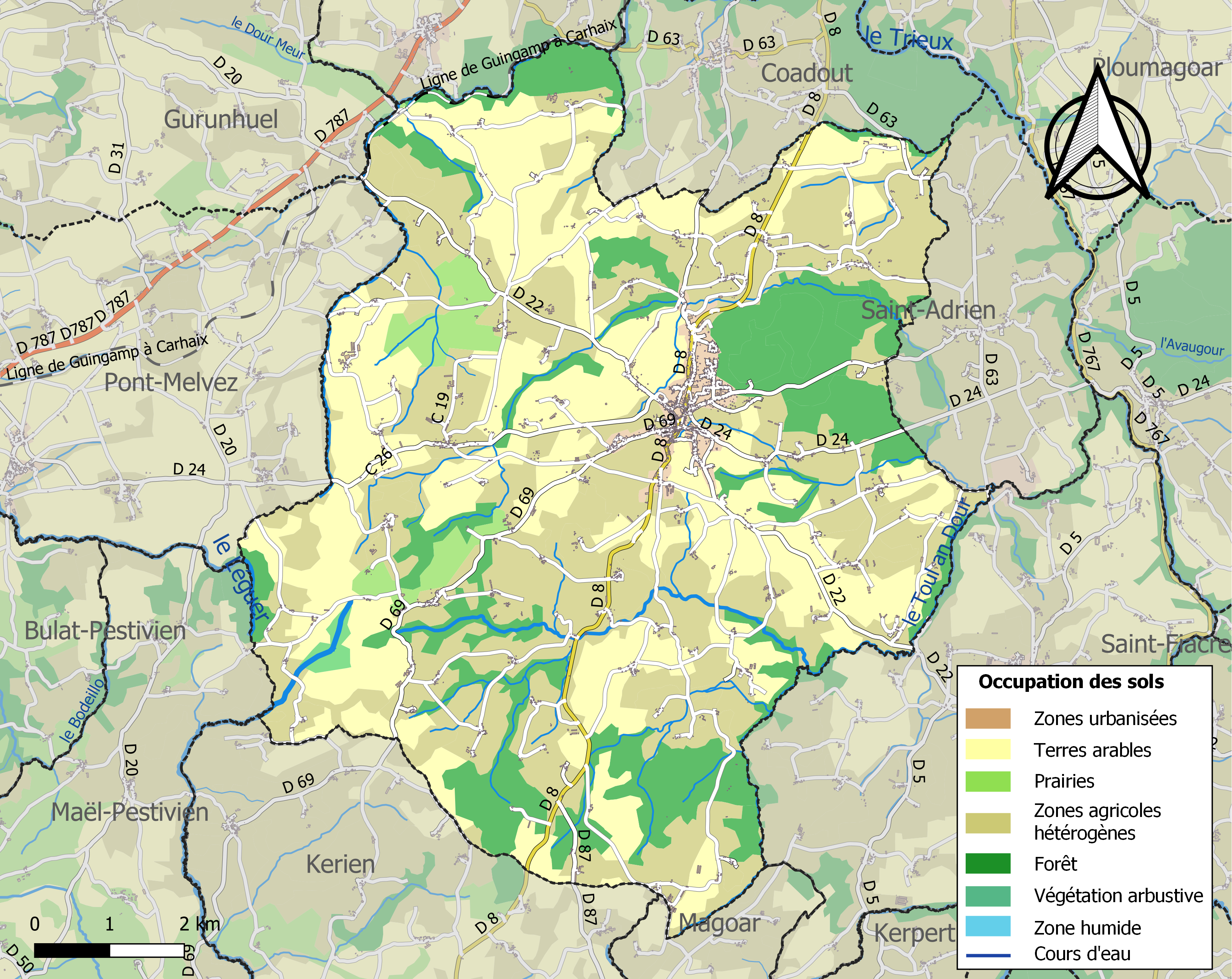
Carte des infrastructures et de l'occupation des sols de la commune en 2018 (CLC).

## Toponymie
Le nom de la localité est attesté sous la forme Parrochia de Burgobriaci en 1371.
Bourbriac est issu du breton bourc'h « bourg », associé à l'anthroponyme Briac. Il se réfère à saint Briac qui serait un moine venu d’Irlande (de la province d’Ultonie ou Ulster).
Le nom de la commune en breton est Boulvriag.
Le nom de la commune en gallo est Boulbriyâ, prononcé [bulbɾijɑ].

## Histoire

### Légende
Deroch, roi légendaire de Domnonée, aurait accordé à saint Briac le droit de construire un monastère près de son château (Coz-Castel). Briac quitte ensuite son monastère pour vivre dans un ermitage (Pénity-Briac). Parti à Rome, il revient mourir dans son monastère le 17 décembre 627. Ce récit rapporté par l'hagiographe Albert le Grand en 1636, sur la base de manuscrits disparus, semble toutefois fictif. Le culte du saint n'apparaît qu'au XIe siècle.

### Préhistoire

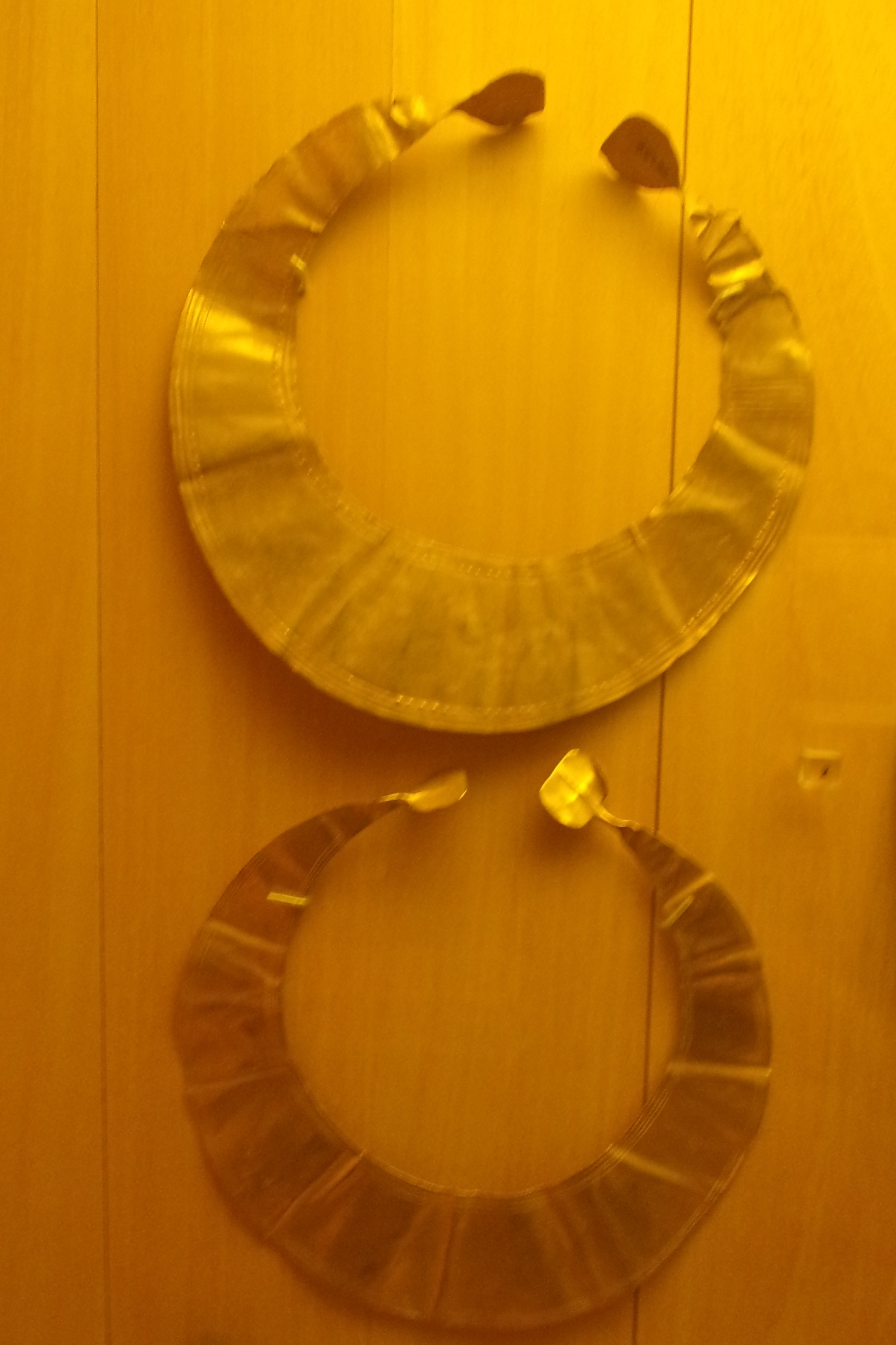
Deux des trois lunules en or du trésor de Kerivoa en Bourbriac (musée de Saint-Germain-en-Laye).

La présence humaine sur le territoire de la commune est attestée dès le Néolithique comme en témoignent la présence de plusieurs mégalithes signalés au XIXe siècle et désormais détruits (dolmens de Kervoaic et de Guerzanguérit) ou toujours visibles (dolmen de Kerivole, Menhir de Creac'h-an-Archant, Tumulus de Tanouédou). Par ailleurs un trésor datant de l'Âge du Bronze fut découvert en août 1932 par un cultivateur au village de Kerivoa. Le trésor était constitué de plusieurs objets en or : trois lunules, un collier à palettes brisé et des fragments d'un diadème. Il se trouve aujourd'hui en vitrine au musée d'Archéologie nationale.

### Moyen Âge
Bourbriac est une ancienne paroisse (zone forestière défrichée tardivement) qui est, semble-t-il, un démembrement de la paroisse primitive de Plésidy, et englobait jadis, outre le territoire actuel de Bourbriac, ceux de Coadout, Saint-Adrien, Gurunhuel et Pont-Melvez.
Constitué en paroisse, ce minihy est, du milieu du XIIe siècle à la fin du XIIIe siècle, une possession de l’abbaye Saint-Melaine de Rennes. Le « voyer de Minibriac » (vicarius puis vigerius) est mentionné dès 1205 dans le Cartulaire de Quimperlé. La châtellenie, puis seigneurie de Minibriac apparaît dès 1284. Elle est jusqu’à la fin de l’Ancien Régime, une annexe de la châtellenie de Guingamp. Minihybriac (1158), puis Minibriac (1185) est le nom d’une église qui est qualifiée paroisse dès 1330. Bourbriac avait comme trèves : Saint-Adrien, Plésidy, Coadout et Magoar.
Par lettres du 23 septembre 1420, le duc Jean V donne à Charles de Rohan, seigneur de Guéméné, la seigneurie de Minibriac, confisquée par la maison de Penthièvre. Le 22 août 1444, Louis de Rohan, fils de Charles vend à Pierre de Bretagne, seigneur de Guingamp, les seigneuries de Minibriac et Plésidy (Mor., Pr. 11, 1041 et 1364).

### Époque moderne
À l'époque de Louis XIV, cinq convenants (Le Coskaer, Penquellen, Kéranrué, Kauffrédou et Saint-Houarneau), d'une dizaine d'ha chacun, habités par plusieurs familles élargies formant de véritables clans, vivant à l'étroit sur quelques parcelles, sont redevables envers l'abbaye Sainte-Croix de Guingamp d'une rente de dix sols, payable tous les sept ans, d'une ou deux poules, de la dîme, du droit de guet et de quelques jours de corvée.
310 tombes étaient entassées dans l'église de Bourbriac en 1684, ce qui posait des problèmes sanitaires.

### Révolution française
Début 1794, la rumeur annonce que Bourbriac sera détruit par le feu du ciel, à moins que des processions nocturnes n'obtiennent la grâce de Dieu ; organisées dans tous les environs, et jusqu'à Callac, elles réunissent parfois sept cents à huit cents personnes, nu-pieds ou même à genoux. Les autorités procèdent à de nombreuses arrestations, suivie de libérations.
Les Chouans font de nombreuses incursions et pillages au bourg de Bourbriac : le 11 mars 1796, le 10 décembre 1799 et le 9 février 1800.

### LeXIXesiècle
En avril 1851, un loup enragé blessa des vaches, des chevaux et 63 personnes entre Kerpert et Bourbriac, tuant deux enfants ; treize autres personnes moururent de la rage entre mai et juillet, contaminées par les morsures.

### LeXXesiècle

#### La Belle Époque
Gustave Geffroy évoque en 1905 « Bourbriac, où le saint patron, saint Briac, est invoqué pour la guérison de la folie et de l'épilepsie. (...) Les scènes sont affligeantes de cris, de convulsions des malheureux soutenus par leurs parents ou leurs amis pour franchir la porte du sanctuaire. On les pousse, parfois on les frappe pour les obliger à passer le seuil, car ils doivent, pour guérir, faire l'expérience pendant sept années de suite, et, s'ils font un faux pas, ils sont obligés à recommencer ».

#### La Première Guerre mondiale
Le monument aux morts de Bourbriac porte les noms de 247 soldats morts pour la France pendant la Première Guerre mondiale : seize d'entre eux au moins sont morts sur le front belge, six dans les Balkans (dont quatre (Joseph Budet, Yves Hamon, Yves Le Couster, Joseph Touboulic) en Serbie, Joseph Connan en Macédoine, Joseph Deschamps en Turquie lors de la bataille de Sedd-Ul-Bahr dans le cadre de l'expédition des Dardanelles ; un (François Le Bescond) est décédé en Lituanie et un à Vicence en Italie ; un marin (Jean Chermat) est disparu en mer ; trois (Julien Guillou, François Le Gall, René Le Moal) sont décédés alors qu'ils étaient prisonniers en Allemagne ; la plupart des autres sont morts sur le sol français : parmi eux Théophile Le Cozler, Jean Le Mogne et Arthur Rannou ont été décorés de la Croix de guerre avec étoile de bronze et Théophile Steunou de la Médaille militaire et de la Croix de guerre avec palme.

#### La Seconde Guerre mondiale
Briac Blanchard, cordonnier né le 16 mars 1922 à Bourbriac, intégra en mai 1944 un groupe de résistants qui s'était formé dans la commune de Senven-Léhart et installé dans le château de Goas-Hamon où ils furent attaqués par les Allemands le 12 juin 1944 : sept résistants furent tués sur place, douze furent arrêtés dont Briac Blanchard ; ils furent condamnés à mort le 16 juin 1944 par un tribunal militaire allemand et exécutés le même jour au camp d'aviation de Servel près de Lannion.
Le 7 juillet 1944, trois cents soldats allemands investissent Bourbriac sous la direction de la Gestapo assistée des miliciens de la Selbstschutzpolizei (une police auxiliaire allemande composée de Français) et de miliciens membres du Bezen Perrot ; les personnes arrêtées lors de la rafle de Saint-Nicolas-du-Pélem, qui visait notamment les résistants du maquis Tito, regroupées dans un premier temps dans l'église du Sacré-Cœur à Saint-Nicolas-du-Pélem, sont réparties en deux convois, l'un formé de six résistants part en direction d'Uzel où ils furent torturés, puis tués, l'autre vers Bourbriac où une douzaine de résistants environ (leur nombre exact n'est pas connu avec certitude) sont torturés par les S.S. et les miliciens membres du Bezen Perrot, à moins qu'il ne s'agisse de soldats de la Selbstschutzpolizei (une police auxiliaire allemande composée de Français d'origine alsacienne, une controverse existe à ce sujet entre les historiens) dans la cave de la maison du notaire, Sourimant, qui avait été réquisitionnée ; puis sept des prisonniers (Jean-Louis Corbel, vingt ans, dit « Coco », de Locarn ; François Louis Le Berre, vingt-cinq ans, de Plougrescant ; François Marie Le Berre, trente-trois ans, de Plouguernével ; Pierre Maillard, vingt-quatre ans, de Plounévez-Quintin ; Marcel Sanguy, trente-cinq ans, de Rostrenen ; Pierre Secardin, vingt-sept ans, de Callac ; Albert Torqueau, vingt-quatre ans, un instituteur de Rostrenen), atrocement torturés, furent exécutés d'un coup de revolver dans la nuque à Garzonval en Plougonver le 16 juillet 1944.
Le général Éon, son adjoint le colonel Passy et une trentaine d'officiers français, anglais et américains furent parachutés à Kerien (entre Bourbriac et Saint-Nicolas-du-Pélem) dans la nuit du 4 au 5 août 1944 dans le cadre de la « mission Aloès » pour fédérer les actions des mouvements de résistance de Bretagne intérieure. Le lendemain soir, un combat très dur se déroula à Kérien entre les FTP chargés de la protection de la mission et une colonne de parachutistes allemands qui tente une ultime percée vers l’ouest.

#### L'après Seconde Guerre mondiale
Marcel Bonbony est mort pour la France le 14 juillet 1956 lors de la guerre d'Algérie.

## Politique et administration
| Période       | Période      | Identité           | Étiquette | Qualité |
| ------------- | ------------ | ------------------ | --------- | --- |
| novembre 1944 | octobre 1947 | Yves Le Couster    | PCF       | Commerçant-charron, résistant Conseiller général de Bourbriac (1945 → 1949) Conseiller municipal (1947 → 1971)                                                      |
| octobre 1947  | mai 1953     | Yves Derrien       |           | |
| mai 1953      | mars 1983    | Jean-Michel Martin | Rad.      | Médecin, maire honoraire Conseiller général de Bourbriac (1955 → 1967)                                                                                              |
| mars 1983     | mars 1989    | Louis Bourgès      | UDF       | Exploitant agricole Conseiller général de Bourbriac (1985 → 1992)                                                                                                   |
| mars 1989     | juin 1995    | Roger Le Berre     | PS        | Exploitant agricole Président du SIVOM de Bourbriac |
| juin 1995     | mars 2014    | Yannick Botrel     | PS        | Aviculteur Sénateur des Côtes-d'Armor (2008 → 2020) Conseiller général de Bourbriac (1992 → 2011) Vice-président du conseil général des Côtes-d'Armor (1998 → 2008) |
| mars 2014     | mai 2020     | Guy Cadoret        | PS        | Commerçant |
| mai 2020      | En cours     | Claudine Guillou,  | PS        | Enseignante retraitée Conseillère départementale de Callac (2015 → 2021) 1re vice-présidente de Guingamp-Paimpol Agglomération (2017 → )                            |

## Démographie

### Pyramide des âges
La population de la commune est relativement âgée.
En 2018, le taux de personnes d'un âge inférieur à 30 ans s'élève à 28,4 %, soit en dessous de la moyenne départementale (30,7 %). À l'inverse, le taux de personnes d'âge supérieur à 60 ans est de 35,9 % la même année, alors qu'il est de 32,9 % au niveau départemental.
En 2018, la commune comptait 1 052 hommes pour 1 144 femmes, soit un taux de 52,09 % de femmes, légèrement supérieur au taux départemental (51,7 %).
Les pyramides des âges de la commune et du département s'établissent comme suit.
| Hommes | Classe d’âge | Femmes |
| ------ | ------------ | ------ |
| 1,8    | 90 ou +      | 3,9    |
| 8,4    | 75-89 ans    | 15,6   |
| 22,3   | 60-74 ans    | 19,4   |
| 23,2   | 45-59 ans    | 19,7   |
| 14,7   | 30-44 ans    | 13,9   |
| 12,3   | 15-29 ans    | 13,3   |
| 17,2   | 0-14 ans     | 14,1   |

| Hommes | Classe d’âge | Femmes |
| ------ | ------------ | ------ |
| 0,9    | 90 ou +      | 2,6    |
| 9,1    | 75-89 ans    | 12,5   |
| 21,1   | 60-74 ans    | 21,6   |
| 20,4   | 45-59 ans    | 19,4   |
| 16,3   | 30-44 ans    | 15,7   |
| 15,1   | 15-29 ans    | 12,8   |
| 17,1   | 0-14 ans     | 15,5   |

### Évolution démographique
L'évolution du nombre d'habitants est connue à travers les recensements de la population effectués dans la commune depuis 1793. Pour les communes de moins de 10 000 habitants, une enquête de recensement portant sur toute la population est réalisée tous les cinq ans, les populations de référence des années intermédiaires étant quant à elles estimées par interpolation ou extrapolation. Pour la commune, le premier recensement exhaustif entrant dans le cadre du nouveau dispositif a été réalisé en 2004.

En 2022, la commune comptait 2 126 habitants, en évolution de −8,95 % par rapport à 2016 (Côtes-d'Armor : +1,78 %, France hors Mayotte : +2,11 %).
| 1793  | 1800  | 1806  | 1821  | 1831  | 1836  | 1841  | 1846  | 1851  |
| ----- | ----- | ----- | ----- | ----- | ----- | ----- | ----- | ----- |
| 3 048 | 2 977 | 3 096 | 3 398 | 3 613 | 3 825 | 4 111 | 4 282 | 4 533 |

| 1856  | 1861  | 1866  | 1872  | 1876  | 1881  | 1886  | 1891  | 1896  |
| ----- | ----- | ----- | ----- | ----- | ----- | ----- | ----- | ----- |
| 4 205 | 4 190 | 4 421 | 4 454 | 4 509 | 4 337 | 4 346 | 4 188 | 4 087 |

| 1901  | 1906  | 1911  | 1921  | 1926  | 1931  | 1936  | 1946  | 1954  |
| ----- | ----- | ----- | ----- | ----- | ----- | ----- | ----- | ----- |
| 4 134 | 4 326 | 4 306 | 3 696 | 4 059 | 3 801 | 3 565 | 3 354 | 3 049 |

| 1962  | 1968  | 1975  | 1982  | 1990  | 1999  | 2004  | 2006  | 2009  |
| ----- | ----- | ----- | ----- | ----- | ----- | ----- | ----- | ----- |
| 2 837 | 2 663 | 2 458 | 2 294 | 2 293 | 2 299 | 2 339 | 2 359 | 2 339 |

| 2014  | 2019  | 2022  | - | - | - | - | - | - |
| ----- | ----- | ----- | - | - | - | - | - | - |
| 2 323 | 2 122 | 2 126 | - | - | - | - | - | - |

## Langue bretonne

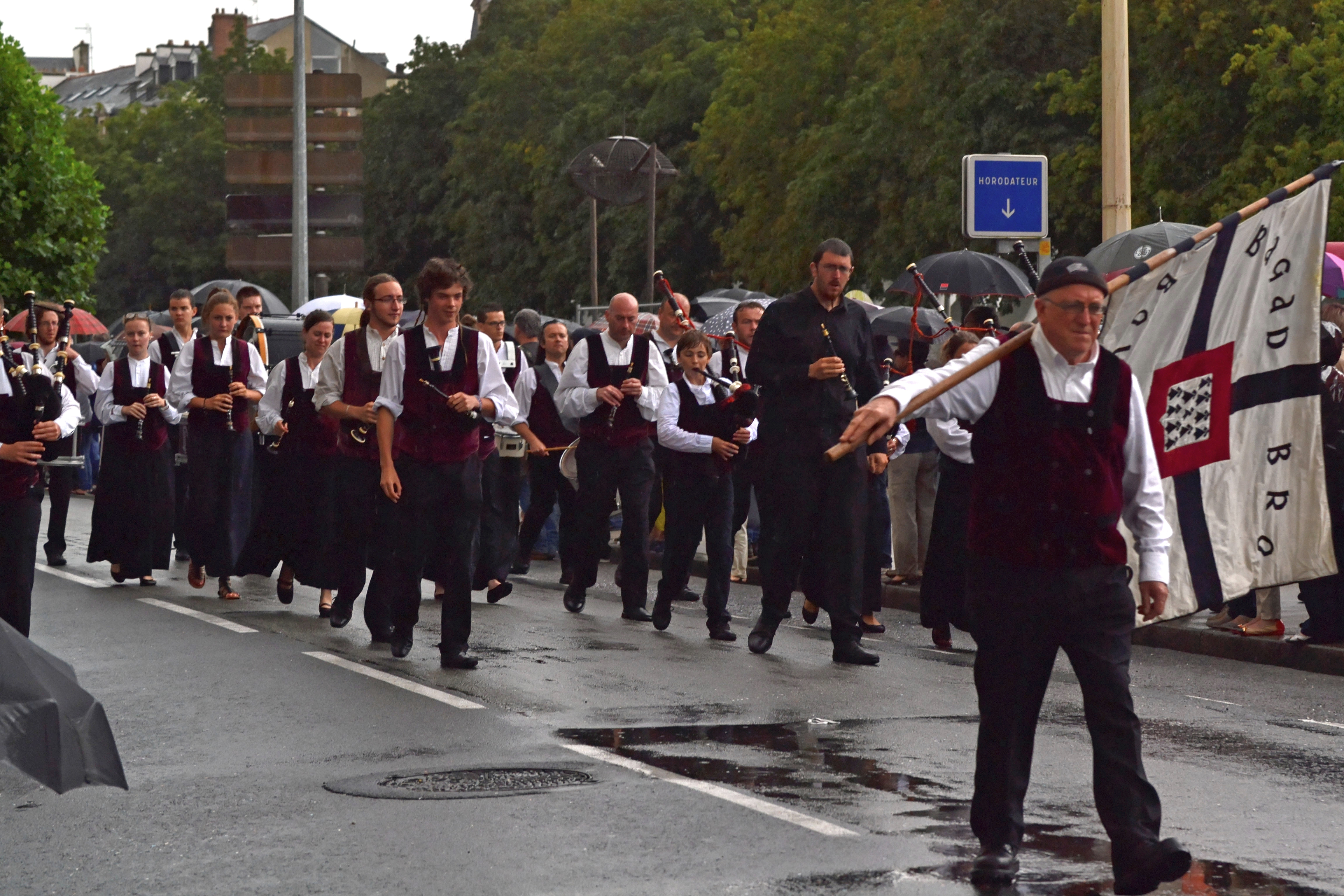
Le Bagad Bro Boulvriag.

Création d'une filière bilingue à l'école Saint-Briac en 2005. Elle sera fermée en 2018.
Création d'une école Diwan en 2013. À la rentrée 2019, cinquante élèves y sont inscrits, soit 21,1 % des enfants scolarisés dans la commune.
En ce qui concerne la culture bretonne, il est à signaler qu'un bagad ainsi qu'un cercle celtique existent dans la commune.

## Lieux et monuments
- L'église Saint-Briac,  Classé MH (1907).
- La chapelle Notre-Dame de Darnouët (XIVe-XVIe siècle). L’arcade de la chapelle nord et le fenestrage du chevet datent du XIVe siècle. Le clocheton à trois chambres date des années 1920  Inscrit MH (1964).
- La chapelle de Saint-Houarneau ou Saint-Hervé (XVe-XVIe siècle). Elle semble datée de 1520. Elle est reconstruite en 1828. Le clocher mur a une chambre.  Inscrit MH (1964).
- La chapelle de Pénity de Saint-Briac (XIVe-XVe siècle), restaurée en 1828. La fenêtre est et la porte ouest datent du XVe siècle. Le clocher mur a une chambre de cloche.
- La chapelle Notre-Dame de la Mercy de Penpinot (XVe-XVIIe siècle). Le clocher mur a une chambre de cloche.
- La chapelle Saint-Briac de Bodfo (1948), édifiée en souvenir de la fin de la Seconde Guerre mondiale.
- La croix de calvaire de Saint-Houarneau  Inscrit MH (1964)[58].
- La croix de chemin en granit  Inscrit MH (1964)[59].
- La fontaine de Penpinot.
- La fontaine Saint-Briac (XVIIe-XVIIIe siècle).
- L'ancien presbytère (XVIIIe siècle).
- Le manoir du Lézard (XVIe-XVIIe siècle), propriété de la famille Bizien de Lézard dont une autre branche possédait le manoir du Helloc, aussi en Bourbriac. À noter que la chapelle privée du Lézard se trouve à Saint-Adrien (ancienne trève de Bourbriac)  Inscrit MH (1926).
- Le manoir et la chapelle du Helloch (XVIe-XVIIe siècle). La tour date du XVIe siècle et le logis central date de 1625.
- Les manoirs du Disquay et de Kerias (XVIe-XVIIe siècle), de Langoat (XVIIe siècle), du Lojou (XVIIe-XVIIIe siècle).
- Patrimoine mégalithique :
  - le tumulus de Tanouédou  Classé MH (1889) ;
  - le dolmen de Kerivole  Classé MH (1914) ;
  - le menhir de Creac'h-an-Archant
- La tour de Koat-Liou.

## Personnalités liées à la commune
- Joseph Laurent Hillion (1821-1891), député des Côtes-d'Armor et arrière-grand-père de l'écrivain Roger Nimier (1925-1962), y est né. Il en est le maire de 1852 à 1859.
- Yves Guillou (1880-1963), homme politique français, y est né. Il devient notamment maire de Caen le 18 mai 1945, dont il sera un des maîtres d'œuvre de la reconstruction.
- Michel Le Guern, éminent linguiste et philosophe français, y est né en 1937.
- Noël Le Graët, dirigeant sportif français, Président de la FFF de 2011 à 2023, y est né.
- Claude Le Roy, dirigeant sportif français, ancien joueur de football et sélectionneur de plusieurs nations (il a remporté la CAN 88 avec le Cameroun), y a grandi.

## Héraldique
| Blason | Blasonnement : D'argent à deux haches d'armes adossées de gueules. Commentaires : Ce blason (d'argent à deux haches d'armes de gueules adossées en pal) n'est pas à proprement parler celui de Bourbriac. C'est celui des Le Voyer, famille issue des plus anciens seigneurs de Mini-Briac. Ces armes représentaient en 1885 le canton de Bourbriac dans la salle du conseil général. |

## Équipements et services

### Établissements scolaires
Bourbriac est située dans l'académie de Rennes. Elle dispose d'une école maternelle et d'une école élémentaire publique, d'un collège (collège Jules-Ferry) et d'une école Diwan Boulvriag.

### Sports

#### Équipements sportifs
- Une salle omnisports.
- Une salle de tennis.
- Le plateau : piste cimentée avec au centre un terrain en ciment comprenant deux buts de handball et quatre paniers de basket-ball.
- Le stade Bernard-Le-Quellenec.
- Un boulodrome.
- Une salle de judo.

#### Les clubs
- Union sportive Briacine Football
- Union sportive Bourbriac Handball
- Union Bouliste Briacine
- Judo club briacin
- Tennis club briacin
- Gymnastique féminine briacine

### Santé
On retrouve un certain nombre de spécialistes sur la commune ainsi qu'un médecin généraliste indépendant et un cabinet médical.

## Photos

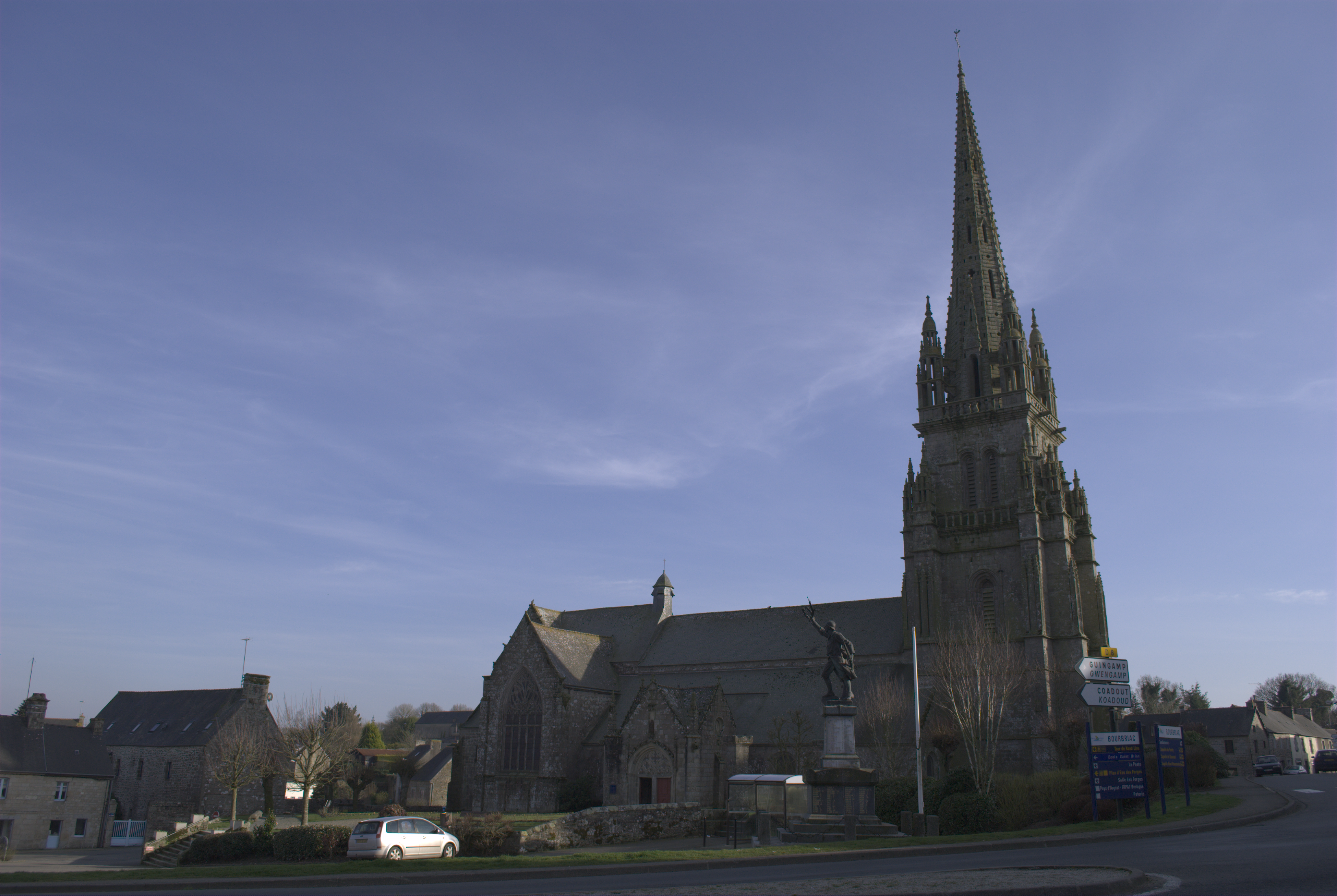
Église Saint-Briac.
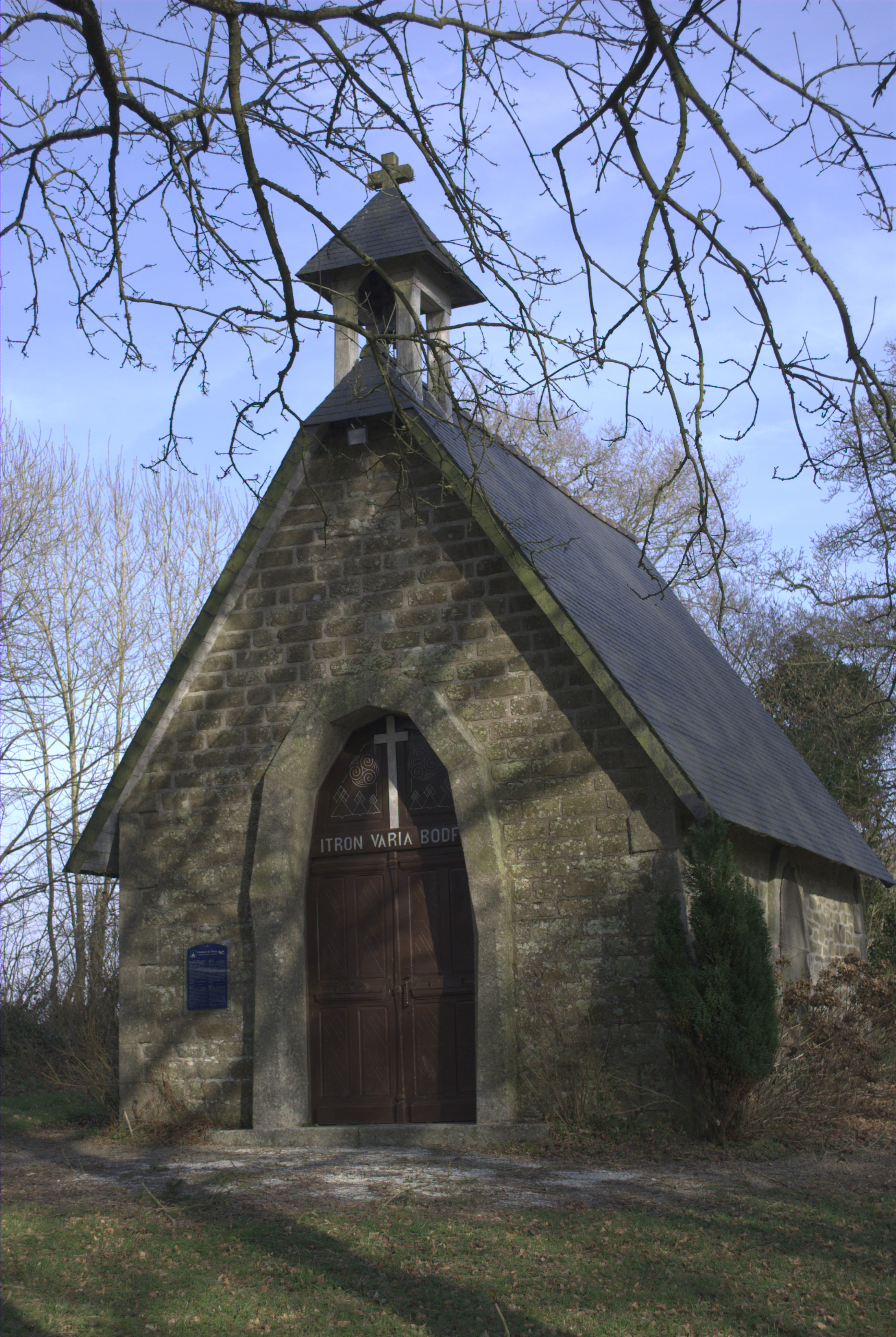
Chapelle de Bodfo.
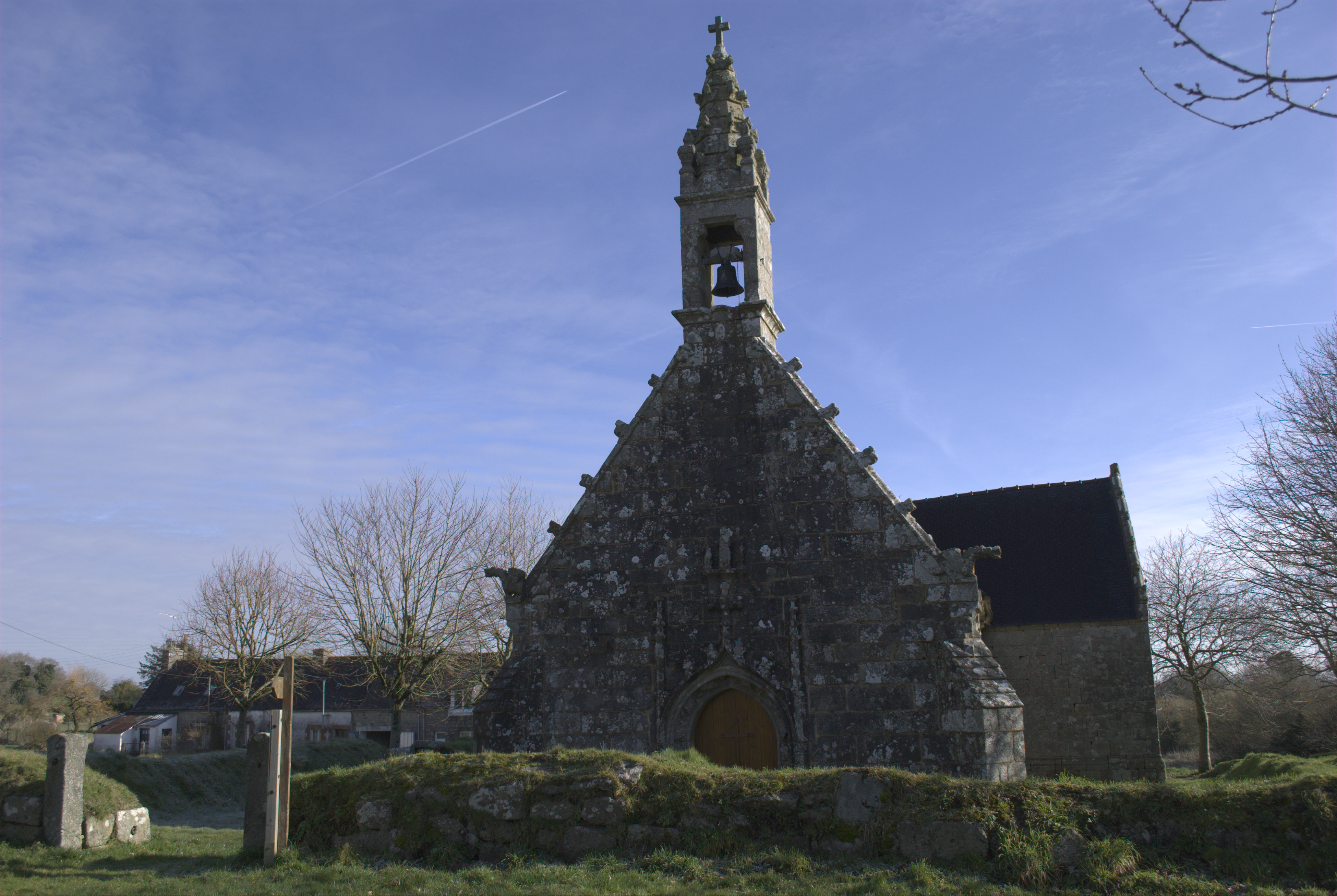
Chapelle Saint-Hervé.
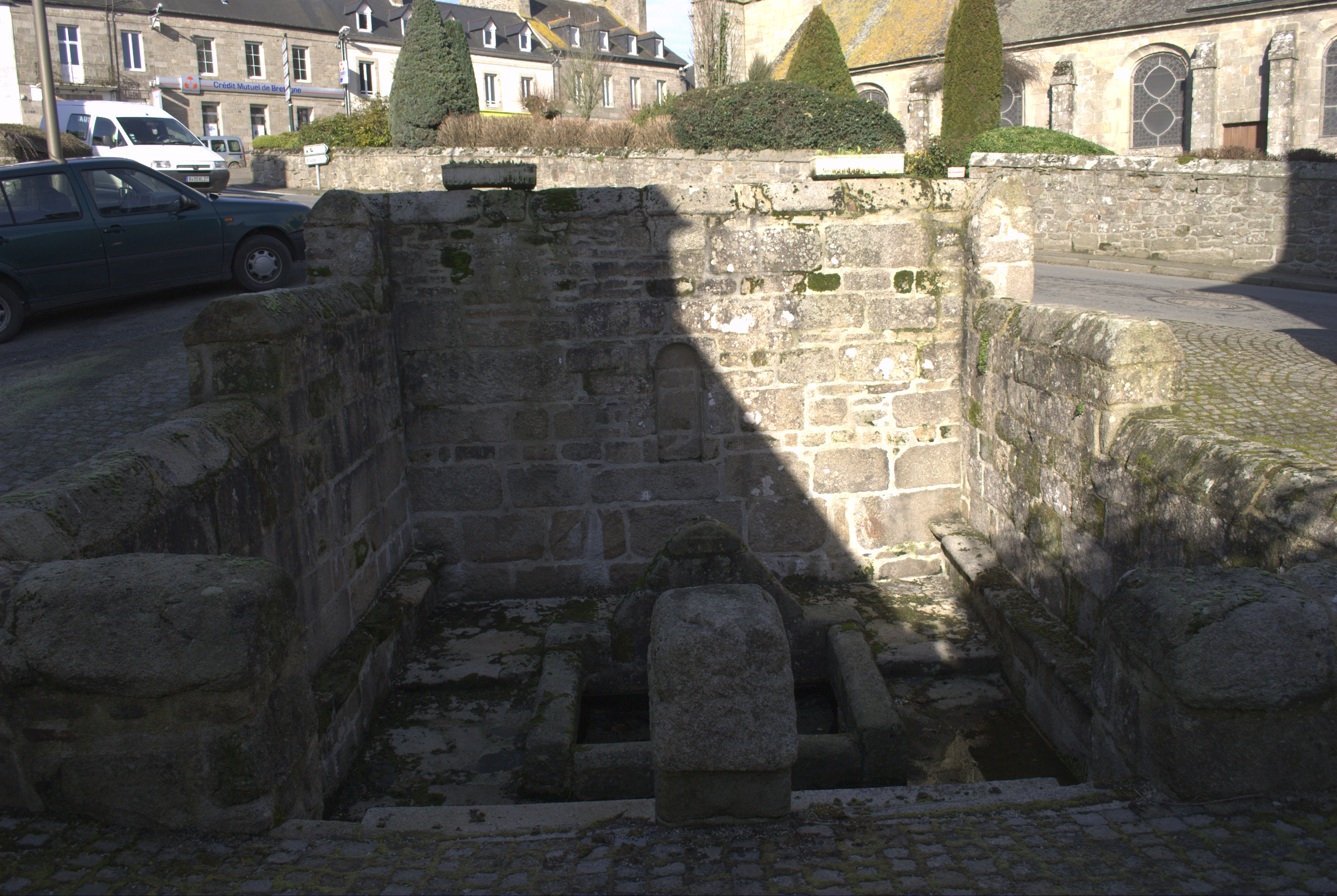
Fontaine Saint-Briac.
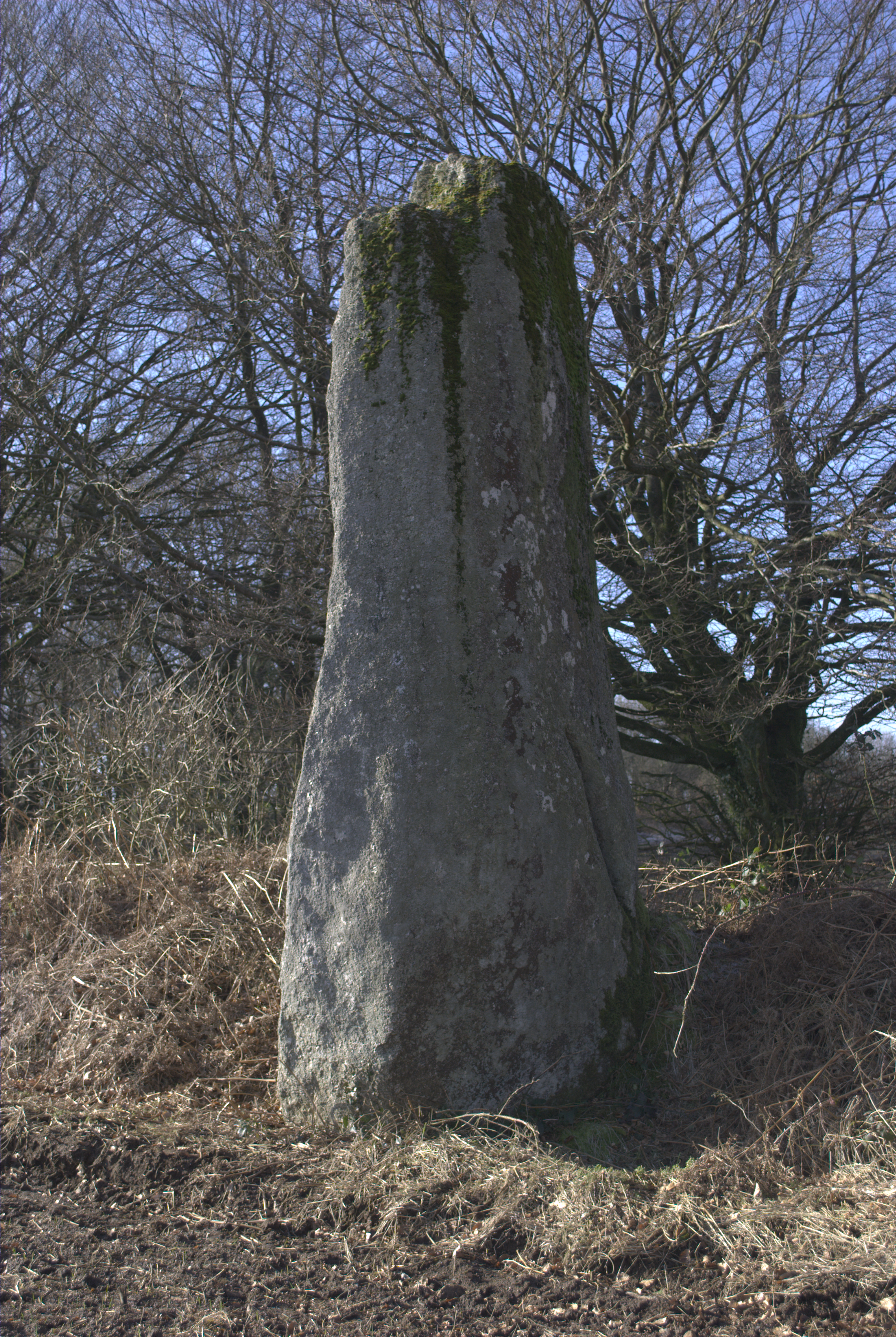
Menez Krec'h an Arc'hant.
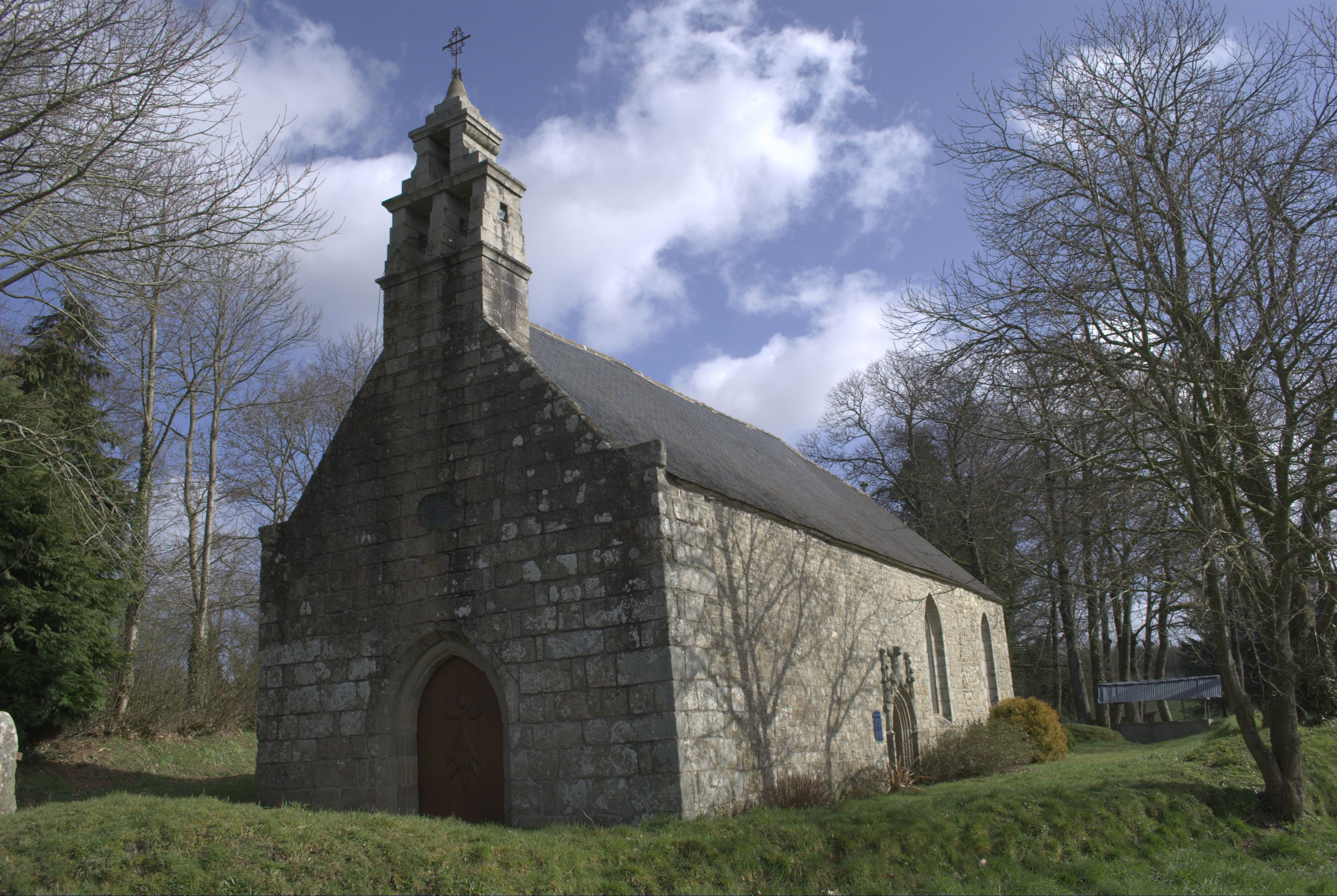
Chapelle Notre-Dame du Danouët.
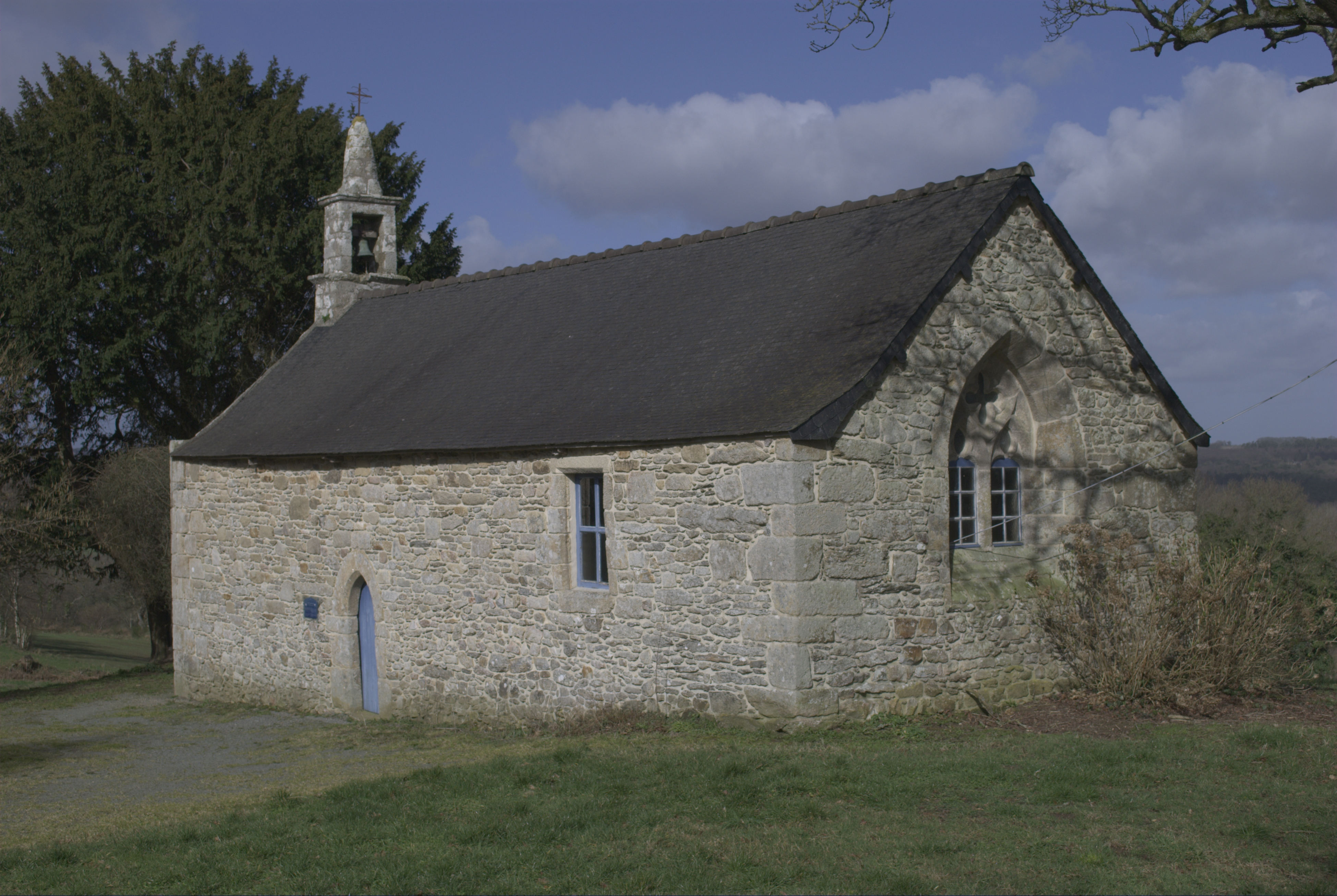
Chapelle de Pénity.
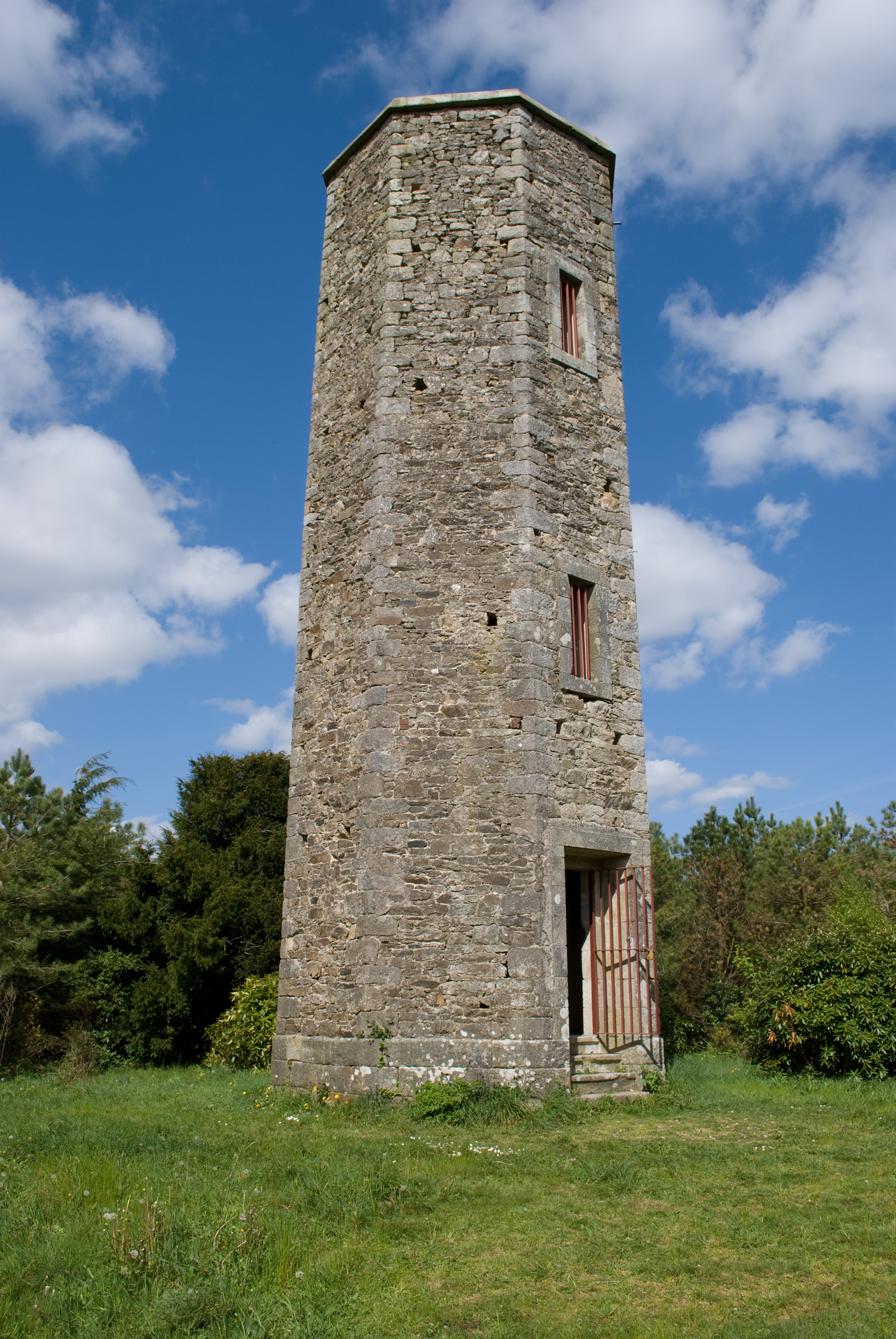
Tour de Koat-Liou.
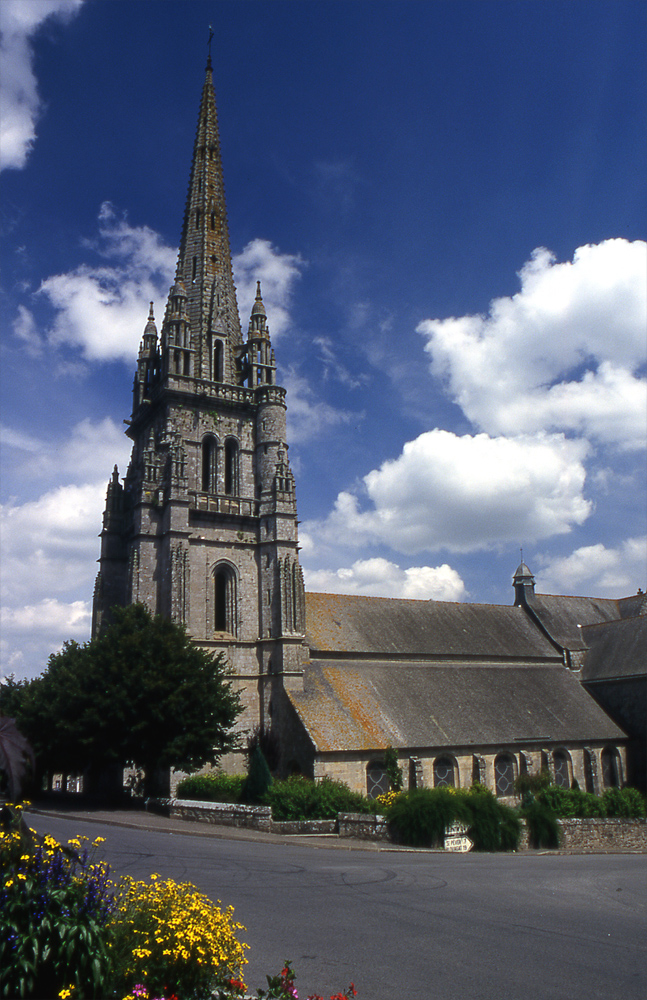
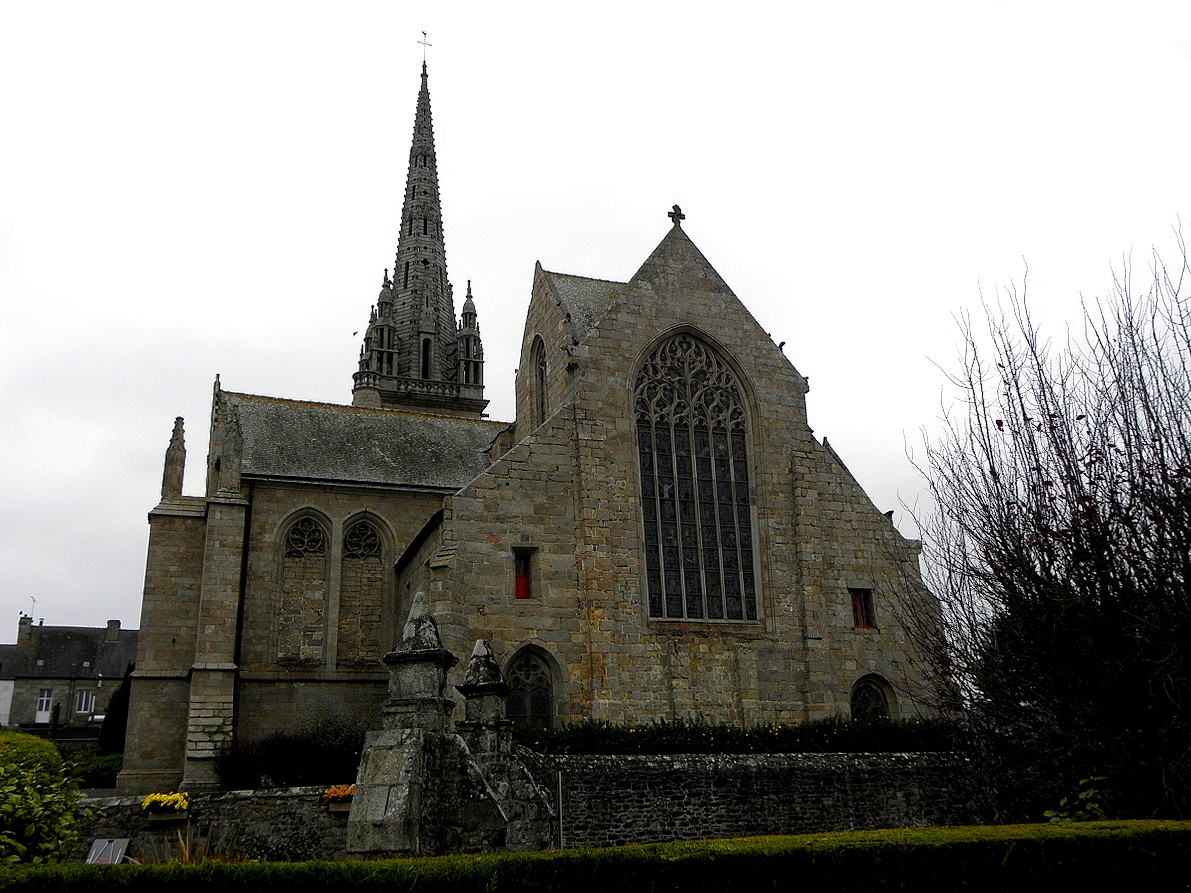
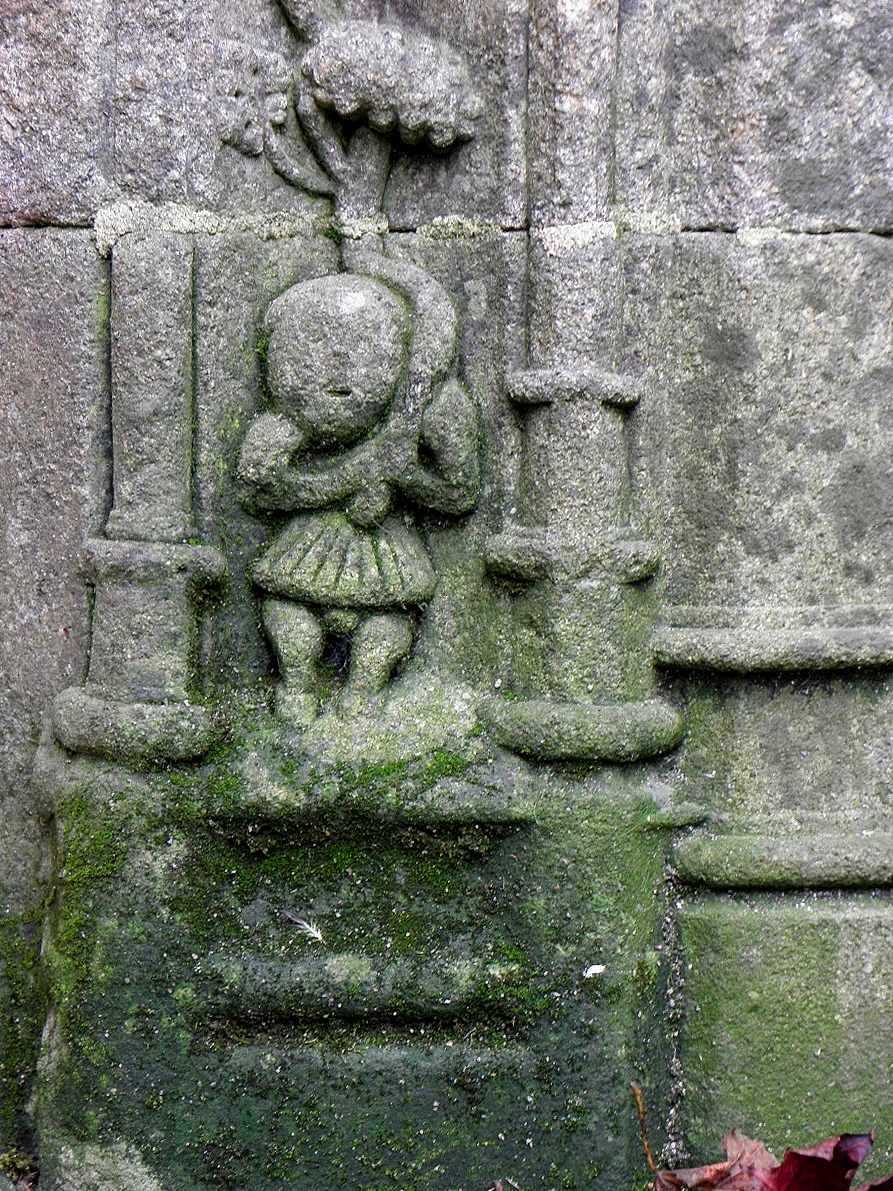